# Today Was a Fairytale
"Today Was a Fairytale" je country pop pjesma američke country pjevačice Taylor Swift. Pjesma je objavljena 19. siječnja 2010. kao promotivni singl s albuma Valentine's Day u izdanju Big Machine Recordsa. Pjesmu je izvodila na Grammyu u 2010. godini, ali je dobila negativne komentare jer nije dobro otpjevala nekoliko tonova.

## Uspjeh na top ljestvicama
Radijska premijera pjesma bila ja 19. siječnja 2010. godine. Dana, 6. veljače 2010. godine pjesma "Today Was a Fairytale" debitirala je na američkoj top ljestvici singlova na 2. mjestu. To je njezin prvi singl koji je debitirao na 2. mjestu. Također je debitirala na Hot Country Songs na 52. mjestu. U prvom tjednu pjesma se prodala u više od 325,000 primjerka, čime je postavila novi rekord.  Pjesma se pojavila i na kanadskoj top ljestvici na 1. mjestu i postala njezin najveći hit u toj državi.
Pjesma je 21. veljače 2010. godine debitirala na 6. poziciji u Australiji, sljedećeg tjdna se popela do treće pozicije. "Today Was a Fairytale" se nalazila 12 tjedana na australskoj ljestvici te je dobila platinastu certifikaciju od Australian Recording Industry Association (ARIA) s prodanih 70 000 primjeraka.

## Ljestvice
| Ljestvica (2010.)               | Najviša pozicija |
| ------------------------------- | ---------------- |
| Australija                      | 3                |
| Kanada                          | 1                |
| Japan                           | 63               |
| Irska                           | 41               |
| Novi Zeland                     | 29               |
| SAD Billboard Hot 100           | 2                |
| SAD Billboard Hot Country Songs | 41               |
| Ujedinjeno Kraljevstvo          | 57               |

## Povijest objavljivanja
| Država                 | Datum              | Format                      |
| ---------------------- | ------------------ | --------------------------- |
| SAD                    | 19. siječnja 2010. | digitalno preuzimanje,radio |
| Kanada                 | 2. veljače 2010.   | digitalno preuzimanje,radio |
| Kanada                 | 8. veljače 2010.   | radio                       |
| Ujedinjeno kraljevstvo | 8. veljače 2010.   | CD singl                    |
| Australija             | 5. veljače 2010.   | digitalno preuzimanje       |

## Today Was a Fairytale (Taylor's Version)
11. veljače 2021. godine u emisiji Good Morning America, Swift je izjavila kako će ponovno snimljena verzija pjesme "Today Was a Fairytale", naslovljena "Today Was a Fairytale (Taylor's Version)", biti objavljena 9. travanja 2021. kao  pjesma sa Swiftinog ponovno snimljenog "Fearless" albuma, pod nazivom "Fearless (Taylor's Version)".